# Christian Filk
Christian Filk (* 1968) ist ein deutscher Medienpädagoge.

## Leben
Nach dem Studium der Philosophie, Germanistik, Medienwissenschaft, Soziologie und Erziehungswissenschaft an den Universitäten Siegen, Bielefeld und Kassel war er Mitglied im Siegener Kommunikations- und Literaturwissenschaftlichen DFG-Graduiertenkolleg Intermedialität. Er war Lehrbeauftragter unter anderem an den Universitäten Konstanz, Krems, Karlsruhe und Erlangen-Nürnberg. Er war Professor für Medien- und Kommunikationswissenschaften an der Hochschule für Technik und Wirtschaft Chur. Er lehrt seit 2013 Medienpädagogik und interdisziplinäre Medienforschung an der Universität Flensburg.
Seine Arbeitsschwerpunkte sind inter- und transdisziplinäre Bezüge von Wissenschaftstheorie, Kommunikationswissenschaft, Medienbildungsforschung sowie nicht zuletzt Kulturphilosophie.